# Voor-Drempt

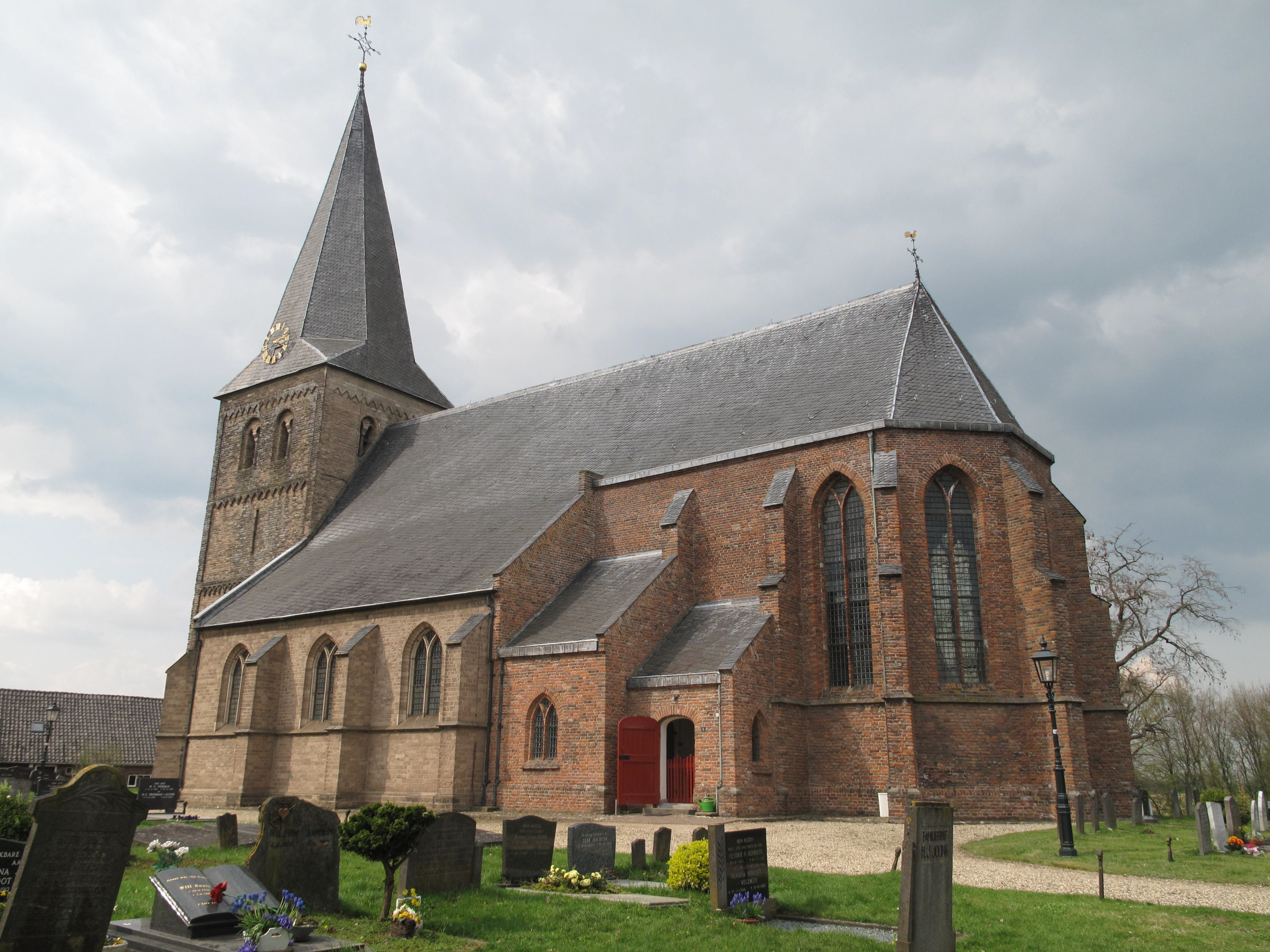
Kirche in Drempt

Das Dorf Voor-Drempt oder kurz Drempt liegt in der niederländischen Gemeinde Bronckhorst in der Provinz Gelderland. In Voor-Drempt leben rund 1300 Menschen. Der Ort wurde 731 gegründet. Im selben Jahr wurde auch die erste Kapelle gebaut, in der heute der Sint Joriskerk steht.

## Persönlichkeiten
- Klaas-Jan Huntelaar (* 1983), Fußballspieler